# Srednja Draga
Srednja Draga – wieś w Chorwacji, w żupanii primorsko-gorskiej, w mieście Čabar. W 2011 roku liczyła 43 mieszkańców.